# Martin Van Buren
Martin Van Buren (5. prosince 1782 Kinderhook, Columbia County, stát New York, USA – 24. června 1862 tamtéž), zvaný Starý Kinderhook, byl osmým prezidentem Spojených států. Byl to klíčový organizátor Demokratické strany a první prezident, který neměl anglické, irské nebo skotské předky. Byl také jediným prezidentem, jehož mateřštinou nebyla angličtina, protože jako svůj rodný jazyk používal nizozemštinu.
V letech 1833–1837 byl 8. viceprezidentem USA ve vládě Andrewa Jacksona. V roce 1836 jako první viceprezident po schválení 12. dodatku Ústavy USA vyhrál prezidentské volby, a stal se tak 8. prezidentem USA.
Byl prvním z osmi prezidentů, kteří byli ve funkci maximálně jedno volební období a jejichž vláda spadá do období mezi Andrewem Jacksonem a Abrahamem Lincolnem. Byl také jednou z hlavních osobností, která se zasloužila o vývoj moderních politických organizací.
Coby ministr vnitra pod Andrewem Jacksonem a pak viceprezident byl klíčovou postavou v budování organizační struktury pro jacksoniánskou demokracii, hlavně ve státě New York. V době výkonu prezidentského úřadu se však jeho státní správa potýkala s ekonomickými potížemi té doby, krizí roku 1837 (anglicky Panic of 1837). Mezi nekrvavou válkou „Aroostook War“ a aférou „Caroline Affair“ byly vztahy mezi Británií a jejími koloniemi v Kanadě napjaté. Ať už to byla Van Burenova vina nebo ne, po čtyřech letech byl poražen drtivou většinou volitelů a nezískal ani absolutní většinu hlasů obyvatel (46,9 %). V roce 1848 kandidoval na prezidenta jako kandidát menšinové Strany svobodné půdy, získal však podporu jen 10,1 % voličů.
Zemřel 24. června 1862 na selhání srdce.